# Bellérophon (Lully)

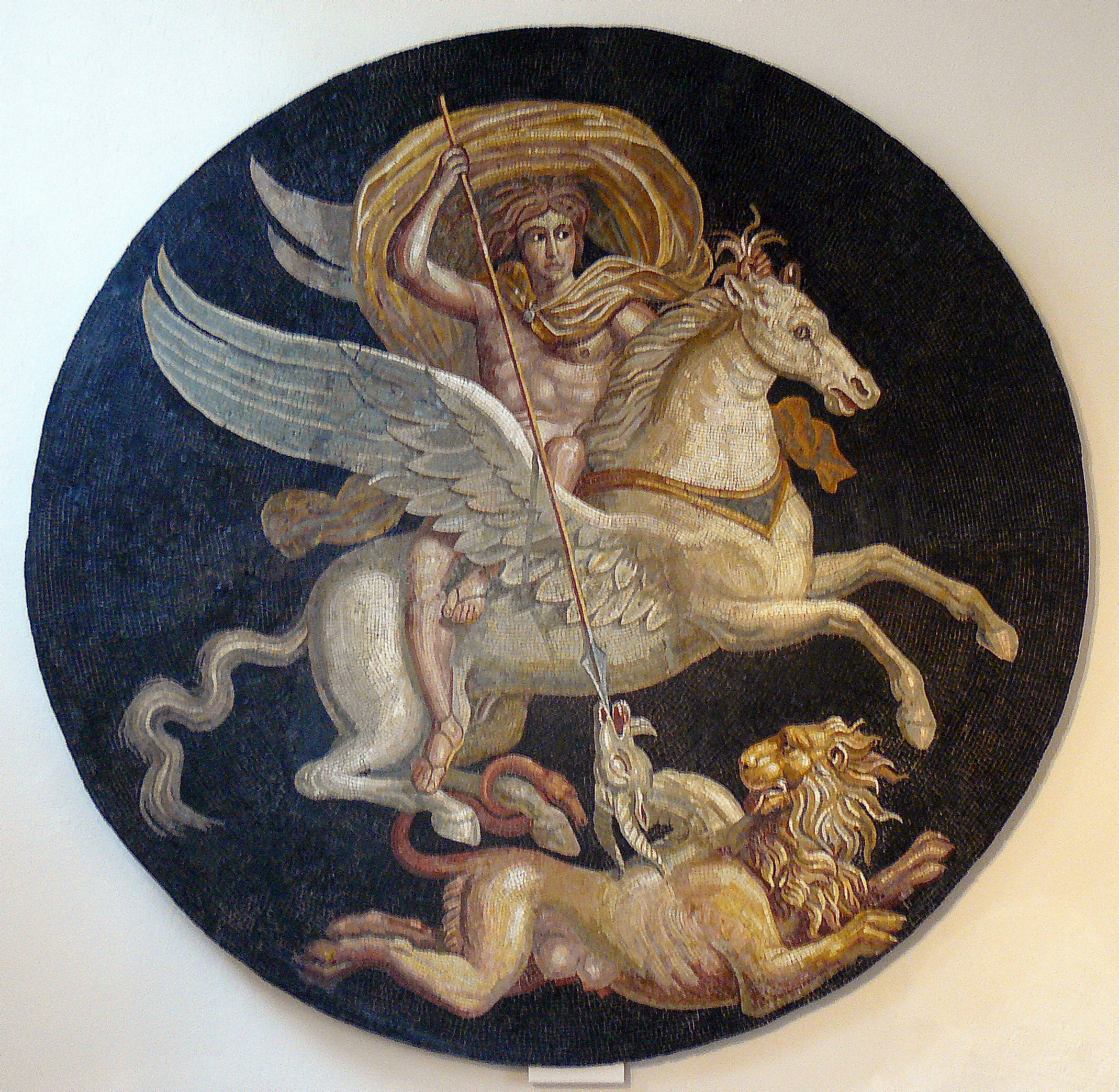
Bellérophon

Bellérophon és una tragèdia lírica de Jean-Baptiste Lully, amb llibret de Thomas Corneille i de Bernard le Bovier de Fontenelle, basat en la Teogonia d'Hesíode. Es va estrenar el 1679.

## Personatges
- Bellerophon
- Philonoë
- Proteu, rei d'Argos
- Anteia, esposa de Proteu

## Sinopsi
La tragèdia tracta de dues persones que s'estimen, Bellerophon i Philonoë, però Anteia, com a venjança provoca el monstre Chimaera per assolar el regne, però Bellerophon li dona mort i aconsegueix la mà de Philopoë.

## Altres versions d'aquest tema
- Graupner, amb llibret de Feind (1708, Hamburg)
- Terradellas, amb llibret de Vanneschi (1747, Londres)
- Araia amb llibret de Bonecchi (1750, Sant Petersburg)
- Sciroli (1760, Gènova)
- Mysliveček (1767, Nàpols)
- Ignazio Platania (1778, Nàpols)
- Winter (1785, Múnic)